# Obereopsis bhutanensis
Obereopsis bhutanensis är en skalbaggsart som beskrevs av Stefan von Breuning 1975. Obereopsis bhutanensis ingår i släktet Obereopsis och familjen långhorningar. Inga underarter finns listade i Catalogue of Life.